# Putler

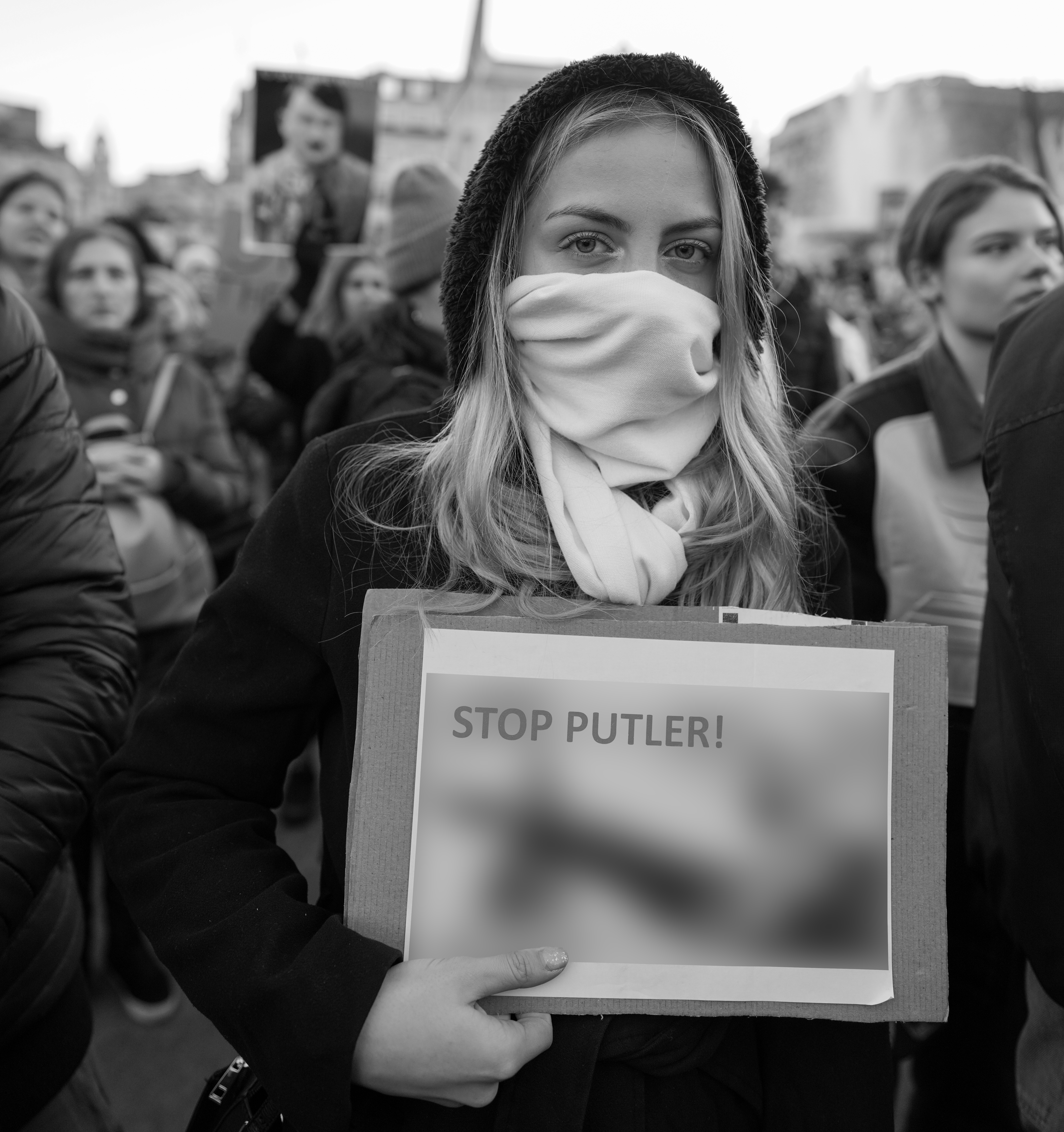
Una manifestante sostiene un cartel con la frase tras la invasión rusa de Ucrania de 2022.

Pútler (en ruso: Пу́тлер), a menudo extendido a Vládolf Pútler (Владольф Путлер), en un neologismo formado mediante la fusión de los nombres del presidente de Rusia Vladímir Putin y del canciller de Alemania Adolf Hitler. El término, cargado de connotaciones negativas, es comúnmente empleado en el eslogan «Putler Kaput!» («¡Putler roto!») (en alemán: Putler Kaputt!; en ruso: Путлер Капут!) y por quienes se oponen a Putin.

## Origen
De acuerdo con el lingüista ruso Borís Sharifúllin, el término «Putler» fue acuñado en Rusia, aunque según la historiadora francesa Marlène Laruelle, la palabra fue creada por la prensa ucraniana.

## Uso
El término «Putler» se convirtió en una expresión habitual entre los opositores a Putin tanto en Rusia como en Ucrania. El empleo del eslogan en lengua alemana «Putler Kaput» por parte de los rusos constituye en realidad un juego el cual pretende hacer creer que el neologismo es utilizado por observadores extranjeros a la vez que se emplean palabras que resultan incomprensibles para los rusos.

### Protestas en Rusia
El eslogan adquirió gran fama y provocó problemas legales en Rusia en 2009. Un participante de un mitin organizado por el Partido Comunista de la Federación Rusa el 31 de enero de 2009 en Vladivostok portó una pancarta con el lema «Putler Kaput!» en respuesta a los recientes aranceles aduaneros a la importación de automóviles usados, lo que motivó la emisión de una advertencia por parte de la oficina del fiscal de Vladivostok sobre esta pancarta al comité regional, quien reaccionó publicando el siguiente texto en su página web:

El autor de este eslogan tenía en mente a una persona específica vinculada al negocio de los automóviles de nombre Putler, quien llegó a su fin debido al aumento de los impuestos sobre los automóviles extranjeros: debido a esta circunstancia, perdió su trabajo, y de ahí los ingresos con los que sustentaba a su numerosa familia. Él, al igual que miles de otros residentes de la región, intenta abandonar Primorye, donde es simplemente imposible vivir y trabajar.

En abril de 2009, el eslogan fue prohibido oficialmente. De acuerdo con el Laboratorio de Peritaje Forense del Krai de Primorye del Ministerio de Justicia ruso, el eslogan posee «una evaluación [...] emocional de la personalidad o las actividades de Putin V.V. como representante del poder estatal y es de naturaleza ofensiva».
La expresión «Putler Kaput» fue utilizada también durante las protestas en los mítines de la oposición en Moscú en relación con las elecciones legislativas de Rusia de 2011 y con la elecciones presidenciales de 2012.

## Después de 2014

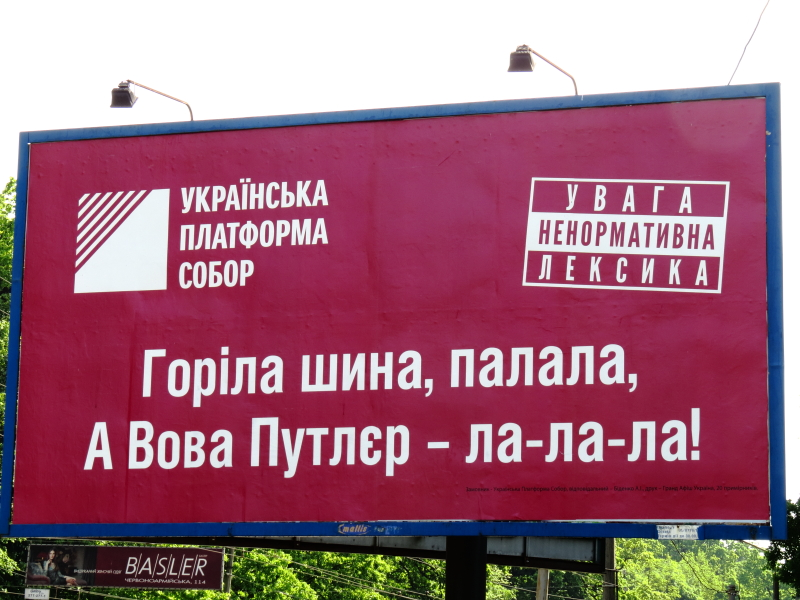
Pancarta electoral de 2014 del partido político Plataforma Republicana en Kiev. El eslogan reza: «Ardía el neumático, llameaba y Vova Putler la-la-la».

La popularidad de este término peyorativo se incrementó en 2014. Fue nominado para la competición Palabra del año 2014 tras la adhesión de Crimea a Rusia, lo que algunos políticos, publicistas y periodistas compararon con el Anschluss de Austria de 1938, tras lo cual la Alemania Nazi desató la Segunda Guerra Mundial. The Washington Post citó una serie de declaraciones y publicó fotografías de manifestantes ucranianos portando pancartas con el lema «Putler — quita las manos de Ucrania» y «Putler Kaput!» así como caricaturas fusionando los rostros de Putin y Hitler. Numerosos lingüistas rusos mencionaron esta publicación como una forma deliberada de crear una imagen negativa de Putin entre los lectores.
Según el periodista Rodger Jones, el término «Putler» fue prominente durante las protestas de 2014 frente ante la embajada rusa en Washington D. C.
En julio de 2014, tras la publicación de instantáneas de la Copa Mundial de Fútbol de 2014 en las que Putin y la canciller alemana Angela Merkel aparecían sentados uno al lado del otro, aparecieron en las redes sociales comentarios tales como «gracias Mrs. Putler». De acuerdo con The Guardian, los autores de estos comentarios fueron ucranianos decepcionados con la postura de Merkel en relación con la guerra ruso-ucraniana.
La palabra «Putler» ha sido empleada con frecuencia en trabajos periodísticos y académicos al compararse el lenguaje ofensivo utilizado contra rusos y ucranianos. El término es generalmente usado junto con verbos de carácter peyorativo como «atacar» y «cagar».
Referencias a «Putler» han sido comunes en las protestas internacionales en contra de la invasión rusa de Ucrania de 2022.